# Momordika hořká okurka

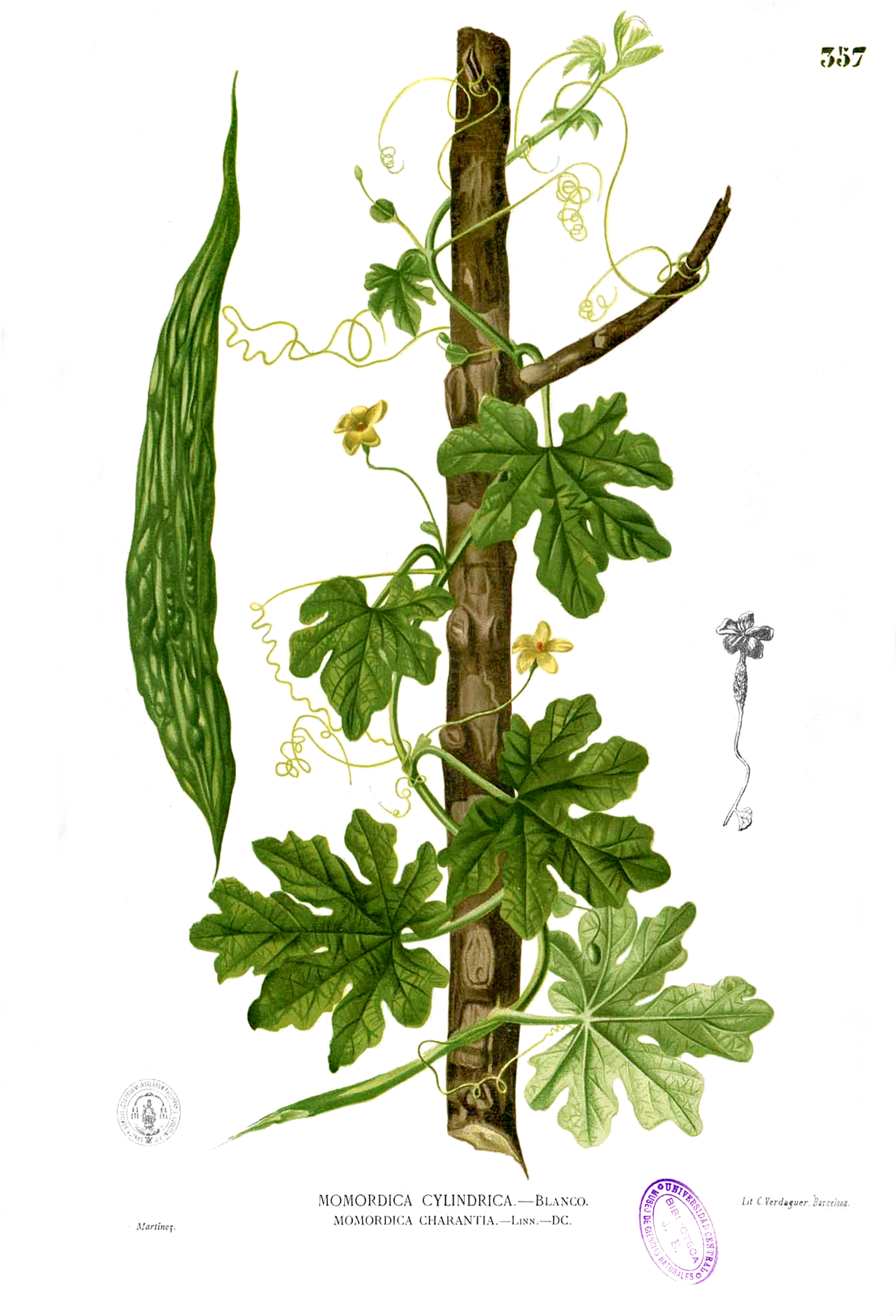

Momordika hořká okurka (Momordica charantia), také hořká dýně, hořká tykev nebo hořký meloun, je rostlina z čeledi tykvovité, jednoletá jednodomá úponkatá liána. Má největší areál ze všech rostlin rodu momordika, původní je zřejmě na Indickém subkontinentu, dávno však zdomácněla i v tropech a subtropech Starého světa. Dostala se i do Ameriky.

## Popis
Je řídce ochmýřená a větvená, listy jsou dlanitodílné s 3–7 laloky. Velké jsou do 15 a dlouhé do 20 centimetrů. Květ je žlutý. Plod je dlouhý do 30 centimetrů, jde o podlouhlou bobuli. Semena jsou hnědá.

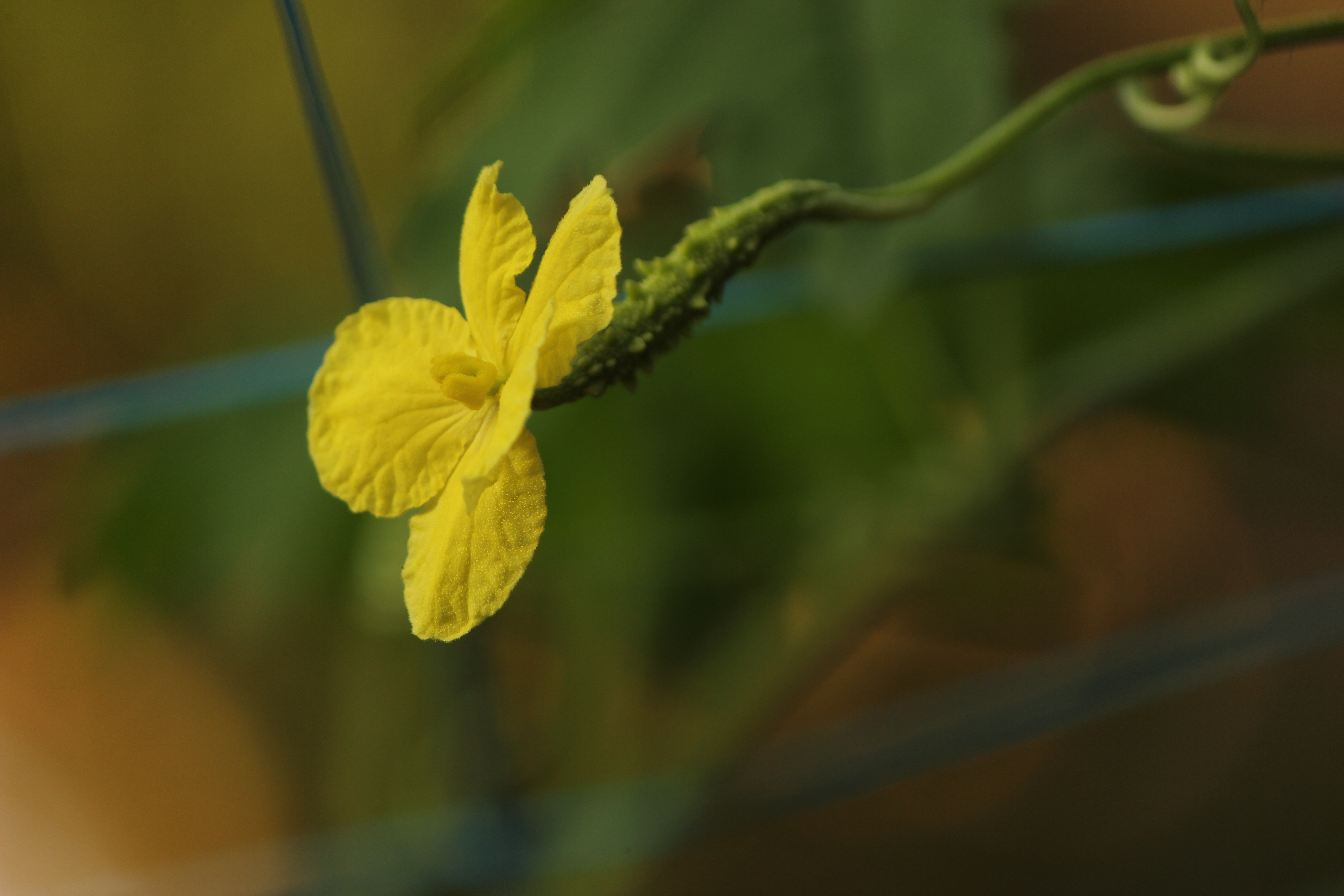
samičí květ
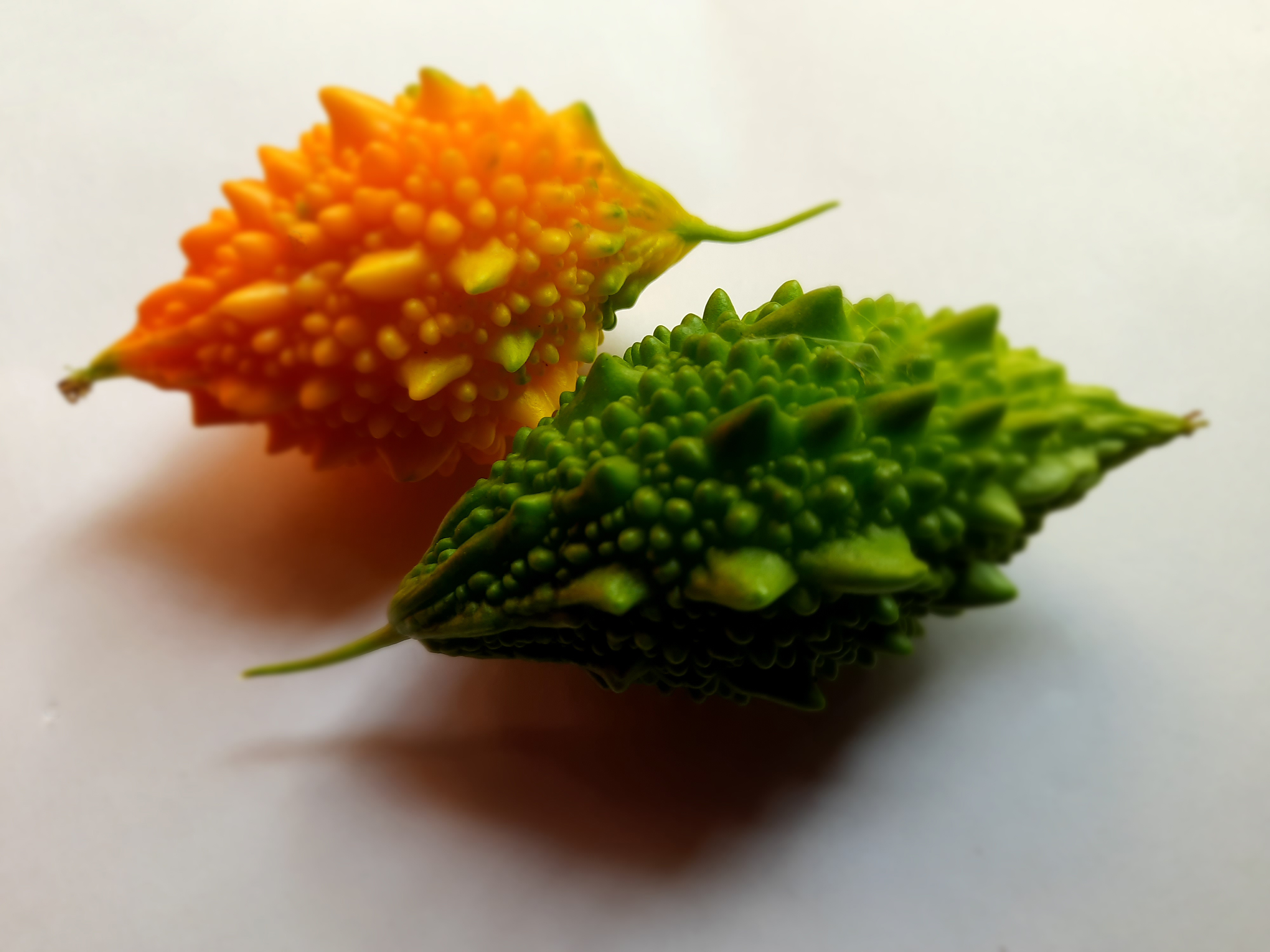
zralý a nezralý plod
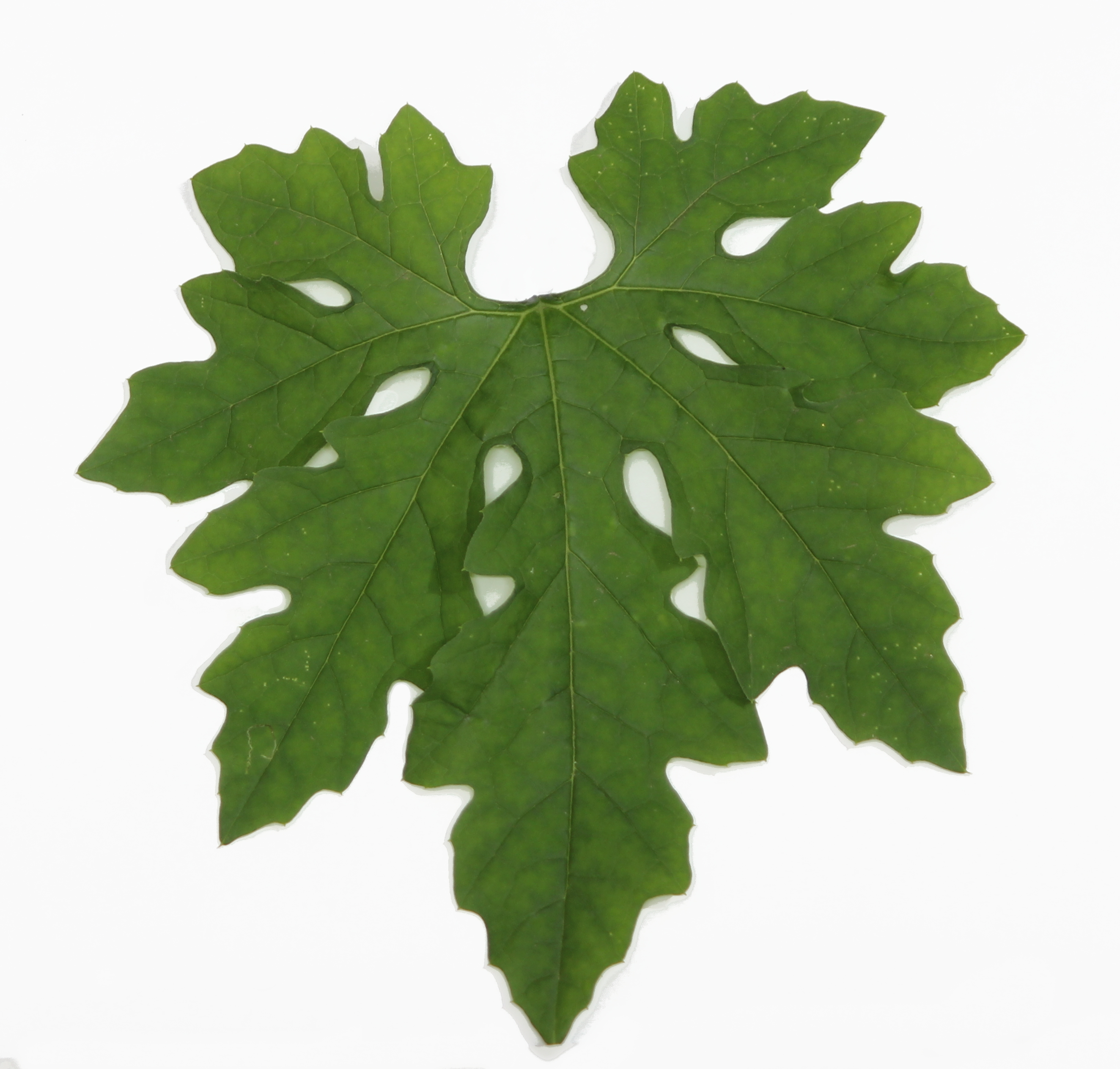
list

## Využití
Ve větším množství je rostlina, zvláště zralé plody a semena, jedovatá. Plody se jedí celé, po tepelné úpravě nakládaně. V asijské kuchyni mají rozsáhlé využití. Míšek obklopující semena je sladký a používá se k barvení potravin. Jedlé jsou i listy.

### Medicína
Odvar z plodů nebo semen se může použít například proti horečce nebo cukrovce.